# Svavelticka

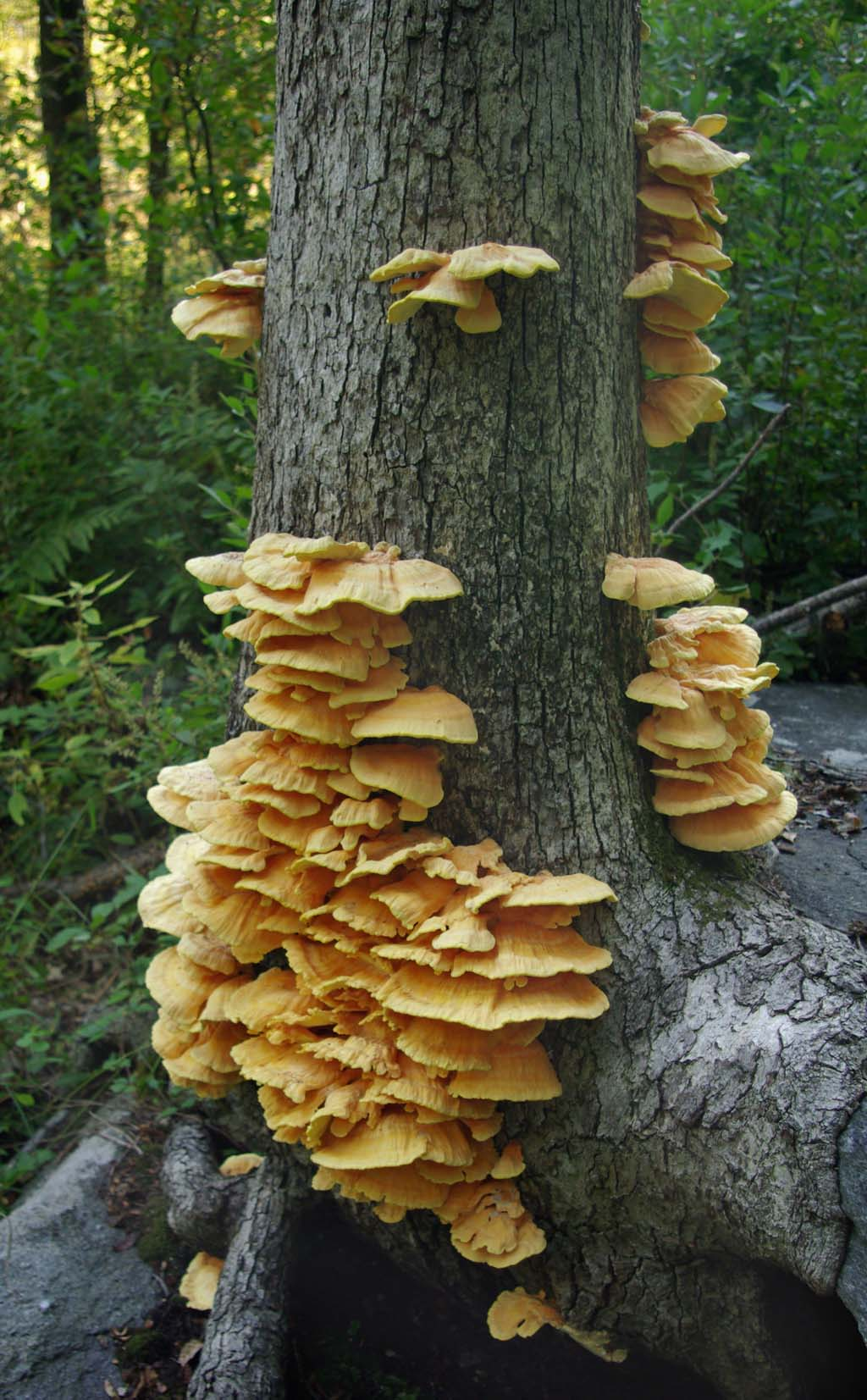
Svaveltickans fruktkroppar kan ibland växa ut till ansenliga "kolonier".

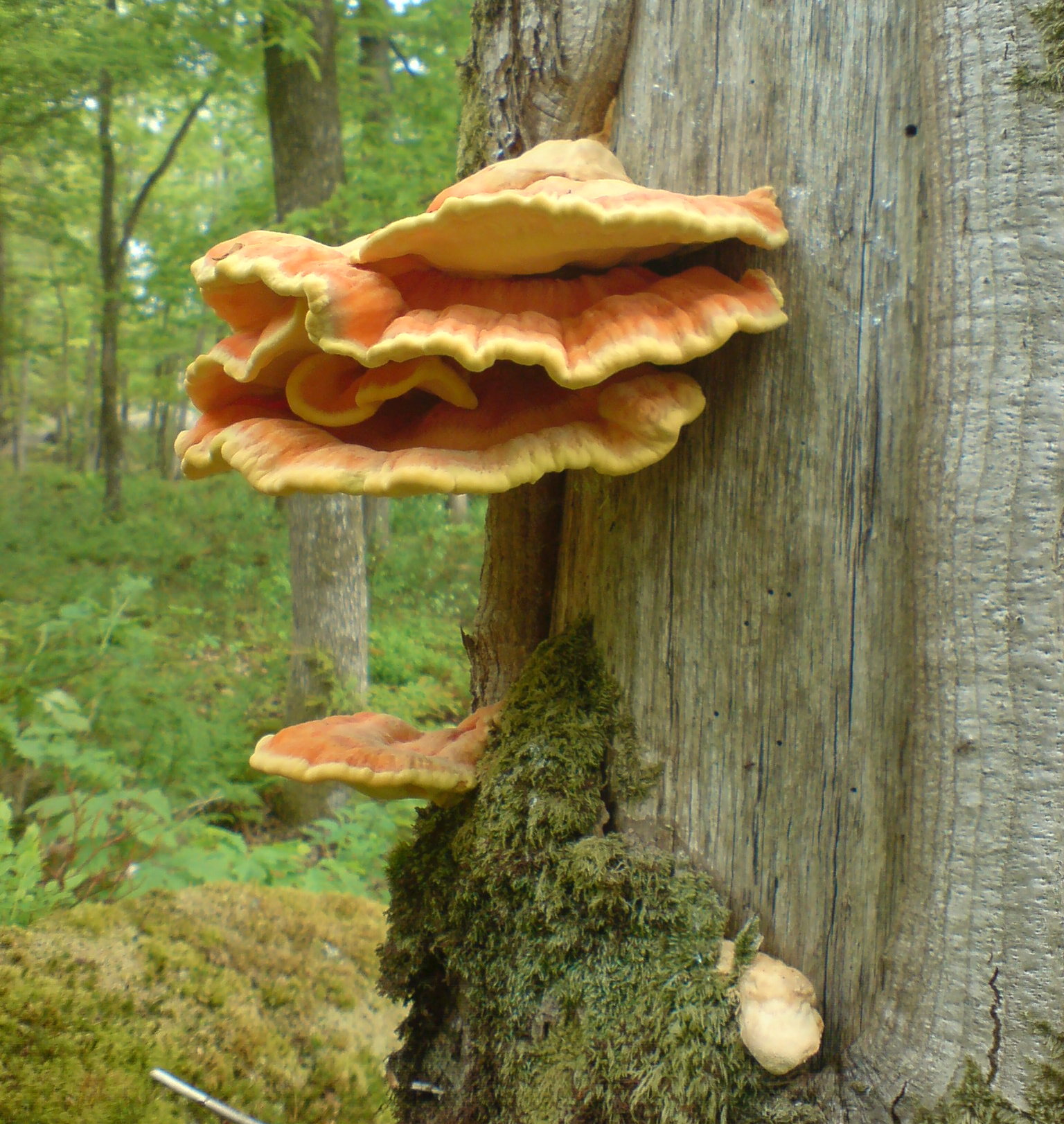
Svavelticka på levande ek i Lindome. Fotot är taget sent i maj, efter ett par veckors försommarvärme. Nederst i bilden syns en knappt synlig fruktkropp som ännu inte utvecklat sitt typiska utseende. Sammanlagd vikt hos de utvecklade fruktkropparna var cirka 700 gram (vägt efter plockandet).

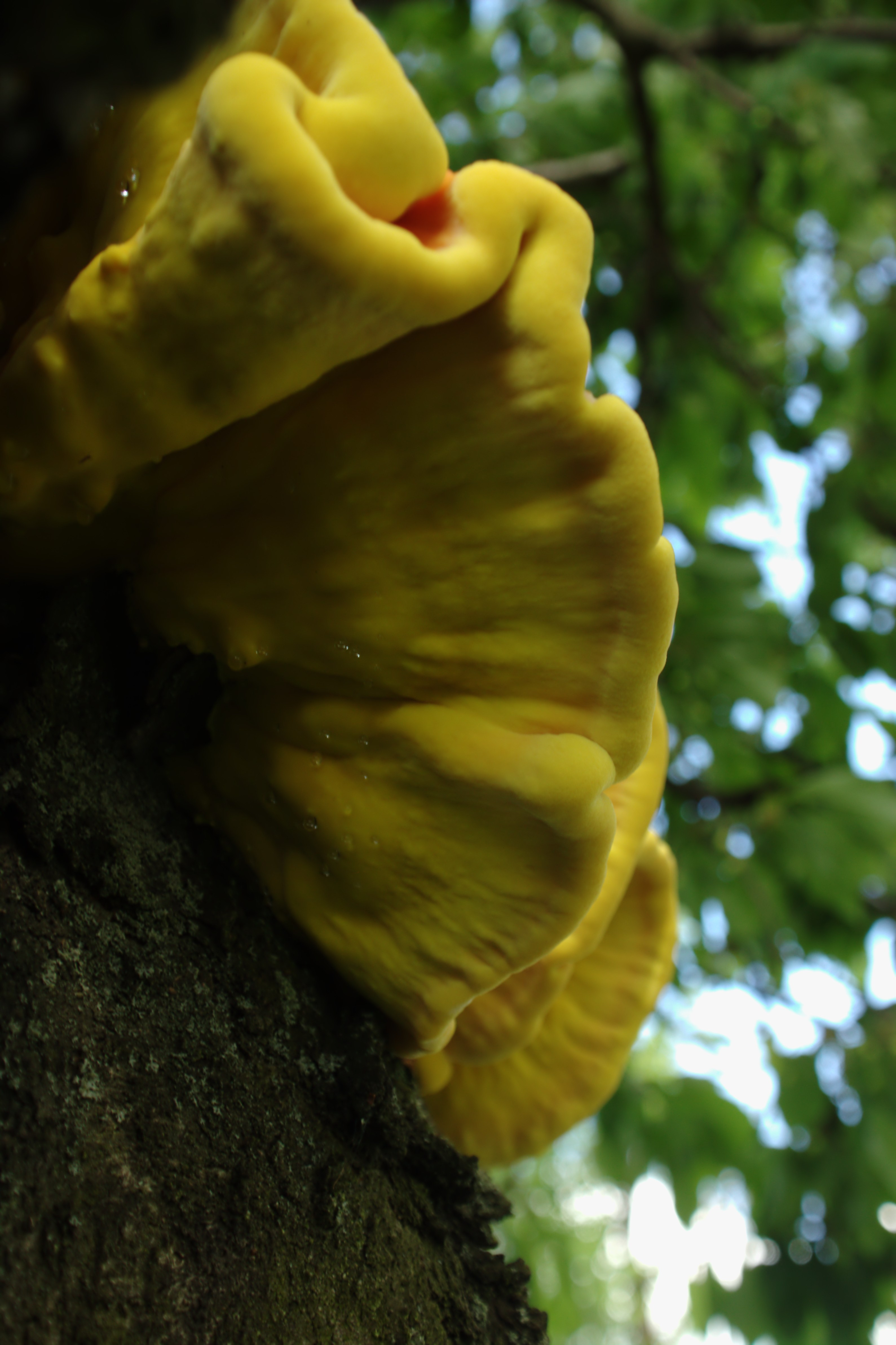
Svavelticka på ett körsbärsträd, i en allé i centrala Tjeckien. Svaveltickor på körsbär sägs enligt vissa vara särskilt goda.

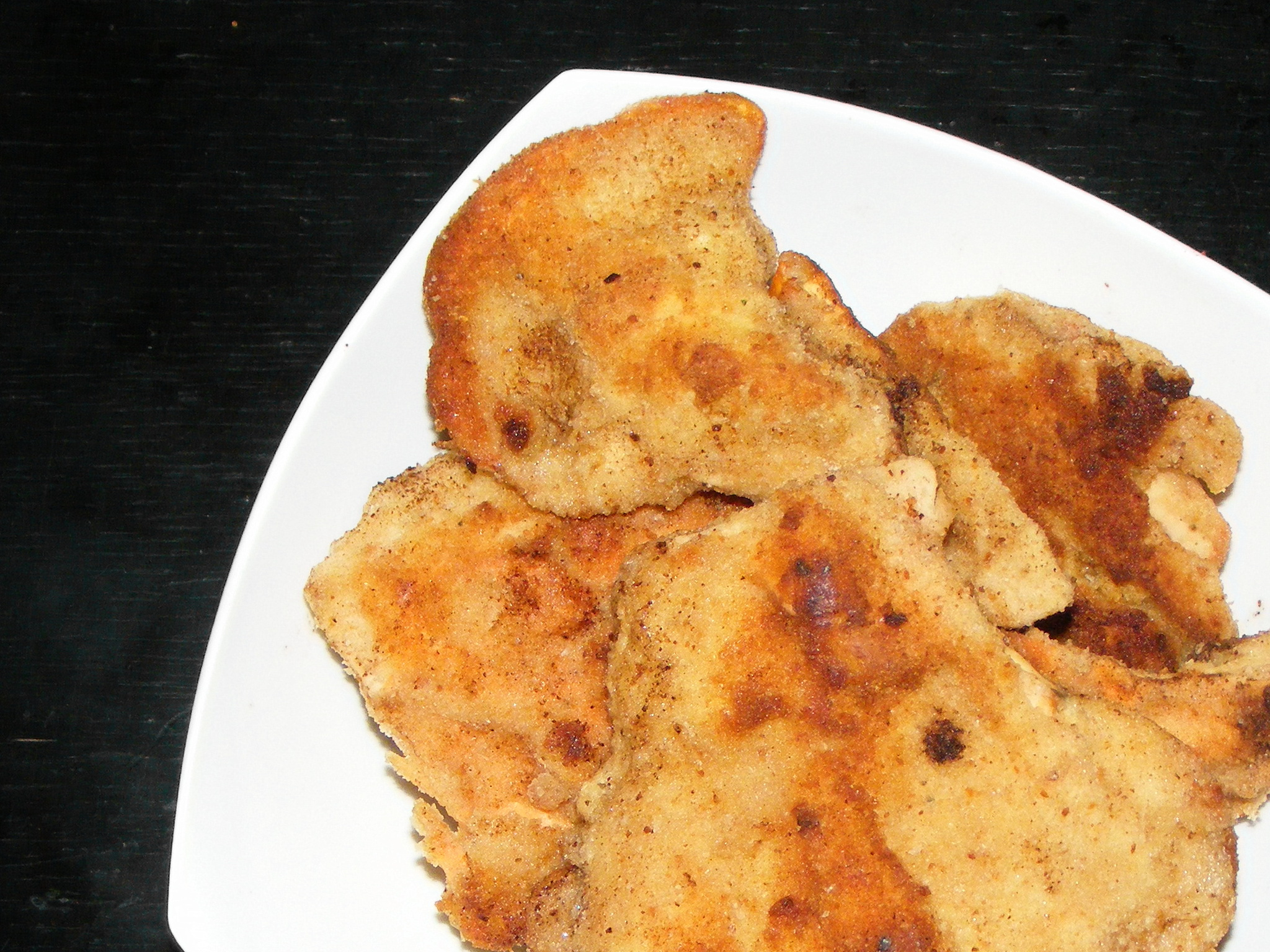
Svavelticka som panerats och stekts.

Svavelticka (Laetiporus sulphureus) är en svampart av typen tickor. Den växer på trädstammar, särskilt ekar, där den mångflikiga fruktkroppen kan nå en vikt av upp till 10 kg. 
Den är en av få trädsvampar som är användbar som matsvamp, och den engelska sidobenämningen chicken-of-the-woods ("skogskyckling") syftar på svampköttets likhet med kycklingkött. Svampens matvärde har dock varit omdiskuterad, på grund av vissas överkänslighet för svampen. Enstaka förgiftningsfall har också förekommit. Svampen anses i delar av världen vara en av de absolut godaste matsvamparna 
Svaveltickan är som ung klart svavelgul- till orangefärgad, något som givit den dess namn.

## Beskrivning och förekomst
Svaveltickan växer på trädstammar och stubbar. Den är som många andra tickor en saprofyt, vednedbrytare, och dess hyfer framkallar brunröta. Svampen lämnar efter sig mer eller mindre kubformade bitar av veden.
Fruktkropparna kan (i södra Sverige) träda fram redan i maj och kan sedan hittas ända till senhösten. De växer i flera våningar, likt taktegel, och är gula med ett inslag av orange och rosa, som äldre blekgula och slutligen vita med en konsistens som av krita. De svavelgula rören täcker undersidan och ofta även delar av ovansidan. Doften är syrlig, åtminstone på unga exemplar, medan äldre fruktkroppar ofta luktar illa.
Arten är i (södra) Sverige tämligen vanlig på ek men kan också växa på andra lövträd, exempelvis körsbär.

## Matvärde
Svaveltickan har ingen tradition som matsvamp i Sverige (se Svenska svampböcker nedan), till skillnad mot en del andra delar av Eurasien och Nordamerika. De engelska tillnamnen chicken-of-the-woods ("skogskyckling") eller chicken polypore ("kycklingticka") syftar på svampköttets likhet (i smak, konsistens, trådighet och användbarhet) med kycklingkött. Andra anser att svampen smakar som krabba eller hummer. Smaken varierar dock beroende på värdträd, och smaken av svavelticka som vuxit på körsbärsträ(d) sägs vara betydligt mer lik aromen hos kycklingbröst än svavelticka från exempelvis ek.
Författarna till boken Mushroom in Color ansåg att svampen smakade gott sauterad i smör eller tillredd med gräddsås och serverad på rostat bröd eller ris. I bland annat Tyskland och Nordamerika är svavelticka en högt skattad matsvamp.
Unga exemplar av svampen är ätliga, medan de fortfarande har en klar färgsättning i gult och orange och en elastisk konsistens.  En del människor har magar som inte tål svampen, vilket kan leda till tillfälliga magproblem. Svampen behöver tillagas, i tveksamma fall efter förvällning, eftersom nyare forskning visat att svavelticka är svagt giftig och hallucinogen som rå. Hjortar tycker om att äta svavelticka.

### Förgiftningsfall
En del mänskliga magar är överkänsliga mot svavelticka. Dessutom har förgiftningsfall inträffat, vilket i vissa fall har satts samman med växtplatsen; det kan antas att svampen bland annat kan ta upp terpener från barrved. Även förgiftningsfall i samband med svamp som vuxit på falsk akacia och eukalyptus har inträffat. På grund av eventuell överkänslighet hos vissa människor, alternativt för att mildra den ofta syrliga smaken, rekommenderas ofta förvällning av svampen före intag eller vidare tillagning.

### Omdöme i litteraturen
I bland annat litteratur av brittiskt ursprung går svavelticka som en god matsvamp, med ovan nämnda reservationer. I svenska svampböcker har den i regel fått en betydligt mer distanserande behandling. Ledande svampexperter som Nils Suber och Bengt Cortin har i vissas tycke nedvärderat svampen, och Cortin har föreslagit ett recept med dubbla och långvariga förvällningar (som skulle ta bort det mesta av svampens smak). Om det är någon generell skillnad mellan svaveltickor plockade i Sverige eller annorstädes, på barrträd eller exempelvis ek, har inte framgått.

## Namn och synonymer
Laetiporus sulphureus är idag det vanligaste latinska artnamnet för svavelticka. Släktnamnet kommer från latinets laetus, 'glad' (syftar på dess livliga färger) och -porus ('porig'). Artnamnet sulphureus betyder 'svavelartad/svavelaktig'.

### Synonymer
Genom vetenskapshistorien har svavelticka blivit beskriven under ett stort antal latinska namn. Här listas släkten, artnamn och namn på underarter/varieteter efter namngivningsår. Första gången släktet nämns listas det utan spaltindrag, första gången arten nämns är det med enkelt indrag, första gången underarten/varieteten nämns med dubbelt indrag.
- Agaricus speciosus Battarra 1755[15]
- Boletus caudicinus Schaeff. 1763[16]
  - Boletus caudicinus Scop. 1772[17]
  - Boletus tenax Lightf. 1777[18]
  - Boletus imbricatus Bull. 1788[19]
  - Boletus coriaceus Huds. 1778[20]
  - Boletus lingua-cervina Schrank 1789[21]
  - Boletus sulphureus Bull. 1789[22]
  - Boletus tenax Bolton 1788[23]
  - Boletus ramosus Bull. 1791[24]
  - Boletus citrinus Lumn. 1791[25]
  - Boletus sulphureus Mérat 1821[26]
- Agarico-carnis flammula Paulet 1793[27]
- Agarico-pulpa styptica Paulet 1793[28]
- Sistotrema sulphureum (Bull.) Rebent. 1804[29]
- Cladoporus ramosus (Bull.) Pers. 1818[30]
  - Cladoporus sulphureus (Bull.) Teixeira 1986[31]
- Daedalea imbricata (Bull.) Purton 1821[32]
- Polyporus imbricatus (Bull.) Fr. 1821[33]
  - Polyporus ramosus (Bull.) Gray 1821[34]
  - Polyporus sulphureus (Bull.) Fr. 1821[33]
    - Polyporus sulphureus var. albolabyrinthiporus Rea 1922[35]
    - Polyporus sulphureus f. aporus Bourdot & Galzin [26]

  - Polyporus casearius Fr. 1838[36]
  - Polyporus rubricus Berk. 1851[37]
  - Polyporus todari Inzenga 1866[38]
  - Polyporus cincinnatus Morgan 1885[39]
  - Polyporus rostafinskii Blonski 1888[40]
  - Polyporus caudicinus (Schaeff.) J. Schröt. 1888[41]
- Stereum speciosum Fr. 1871[42]
- Merisma imbricatum (Bull.) Gillet 1878[43]
  - Merisma sulphureum (Bull.) Gillet 1878[44]
- Polyporellus rubricus (Berk.) P. Karst. 1879[45]
  - Polyporellus caudicinus (Scop.) P. Karst. ex Sacc. 1912[46]
- Polypilus sulphureus (Bull.) P. Karst. 1881[47]
  - Polypilus imbricatus (Bull.) P. Karst. 1882[48]
  - Polypilus casearius (Fr.) P. Karst. 1882[49]
  - Polypilus caudicinus (Schaeff.) P. Karst. 1889[50]
- Ptychogaster aurantiacus Pat. 1885[51]
  - Ptychogaster versisporus (Lloyd) Lloyd 1920[52]
  - Ptychogaster aureus Lloyd 1921[53]
- Cladomeris casearius (Fr.) Quél. 1886[54]
  - Cladomeris imbricatus (Bull.) Quél. 1886[55]
  - Cladomeris sulphurea (Bull.) Bigeard & H. Guill. 1909[26]
- Ceriomyces aurantiacus (Pat.) Sacc. 1888[56]
  - Ceriomyces neumanii Bres. 1920[57]
- Leptoporus ramosus (Bull.) Quél. 1888[58]
  - Leptoporus casearius (Fr.) Quél. 1888[58]
  - Leptoporus imbricatus (Bull.) Quél. 1888[58]
  - Leptoporus sulphureus (Bull.) Quél. 1888[59]
- Laetiporus speciosus Battarra ex Murrill 1904[60]
  - Laetiporus sulphureus f. sulphureus (Bull.) Murrill 1920[61]
    - Laetiporus sulphureus var. sulphureus (Bull.) Murrill 1920[61]
    - Laetiporus sulphureus f. ramosus (Quél.) Bondartsev 1953[62]
    - Laetiporus sulphureus f. aporus (Bourdot & Galzin) Bondartsev 1953[62]
    - Laetiporus sulphureus f. conglobatus (Pilát) Bondartsev 1953[62]
    - Laetiporus sulphureus f. imbricatus Domanski 1953[63]
    - Laetiporus sulphureus f. albolabyrinthiporus (Rea) Bondartsev 1953[62]
    - Laetiporus sulphureus f. aurantiacus (Pat.) Bondartsev 1953[62]
    - Laetiporus sulphureus f. zerovae Bondartseva 1972[64]

  - Laetiporus versisporus (Lloyd) Imazeki 1943[65]
  - Laetiporus cincinnatus (Morgan) Burds., Banik & T.J. Volk 1998[66]
- Calvatia versispora Lloyd 1915[67]
- Tyromyces sulphureus (Bull.) Donk 1933[68]
- Grifola sulphurea (Bull.) Pilát 1934[69]
  - Grifola sulphurea f. conglobata Pilát 1936[70]
- Sulphurina sulphurea (Quél.) Pilát 1942[71]
- Sporotrichum versisporum (Lloyd) Stalpers 1984[72]